# 엄상일
엄상일(1976년~)은 대한민국의 수학자이자, 교수이다.

## 수상
- 2022년: 올해의 최석정상[1][2]
- 2017년: 한국차세대과학기술한림원 창립회원[3][4]
- 2012년 젊은과학자상[5][6]
- 2010: 대한수학회논문상[7][8]